# HMS Galatea (71)
HMS Galatea (71) là một tàu tuần dương hạng nhẹ thuộc lớp Arethusa gồm bốn chiếc được chế tạo cho Hải quân Hoàng gia Anh Quốc trước Chiến tranh Thế giới thứ hai. Trong chiến tranh nó đã hoạt động tại Đại Tây Dương và Địa Trung Hải, trước khi bị đánh chìm ngoài khơi Alexandria vào ngày 14 tháng 12 năm 1941, do trúng phải ngư lôi phóng từ tàu ngầm U-boat Đức U-557, khiến 470 thành viên thủy thủ đoàn thiệt mạng.

## Thiết kế và chế tạo
Galatea được chế tạo tại hãng Scotts Shipbuilding & Engineering Co. ở Greenock, Scotland, được đặt lườn vào ngày 2 tháng 6 năm 1933, được hạ thủy vào ngày 9 tháng 8 năm 1934 và đưa ra hoạt động vào ngày 14 tháng 8 năm 1935.

## Lịch sử hoạt động
Khi hoàn tất Galatea gia nhập Hạm đội Địa Trung Hải và hoạt động như là soái hạm của Hải đội Khu trục. Sau khi chiến tranh nổ ra, nó được lệnh quay trở về vùng biển nhà, và trong tháng 3 và tháng 4 năm 1940 tham gia các hoạt động ngăn chặn các tàu buôn phe Trục tìm cách thoát khỏi Vigo.
Vào ngày 4 tháng 4 năm 1940, các tàu khu trục Ba Lan ORP Burza, ORP Grom và ORP Błyskawica đi đến căn cứ mới của chúng tại Rosyth. Xế trưa hôm đó, chúng rời cảng cùng Galatea, tàu chị em HMS Arethusa và ba tàu khu trục Anh tiến hành chuyến tuần tra tại Bắc Hải, và sau đó được lệnh đánh chặn lực lượng tấn công Đức đang hướng đến Na Uy. Vào cuối tháng 4 năm 1940, nó tham gia Chiến dịch Na Uy, lên đường vào ngày 25 tháng 4 để chuyển số vàng dự trữ của Vương quốc Na Uy sang Anh Quốc, rồi đến được tháng 5 chuyển đến Nore như là soái hạm của Hải đội Tuần dương 2.
Vào ngày 7 tháng 9 năm 1940, lệnh báo động được ban ra cho biết quân Đức có thể đổ bộ lên Kent vào lúc bình minh. Trong đêm đó Galatea được gửi đến tuần tra tại eo biển Dover nhưng không phát hiện đối phương. Trên đường quay trở về cảng lúc bình minh, Galatea trúng phải một quả thủy lôi ngoài khơi Sheerness, và phải trải qua ba tháng tiếp theo trong ụ tàu.
Sau một đợt tái trang bị từ tháng 10 năm 1940 đến tháng 1 năm 1941, Galatea tiếp tục ở lại cùng Hạm đội Nhà cho đến tháng 5 năm 1941, và đã tham gia vào việc truy đuổi thiết giáp hạm Đức Bismarck. Đến tháng 7 năm 1941, nó lại gia nhập Hạm đội Địa Trung Hải ngang qua Hồng Hải, và đến tháng 11 đặt căn cứ tại Malta cùng Lực lượng "K", hoạt động chống lại các đoàn tàu vận tải của phe Trục đến Bắc Phi.

## Số phận
Vào ngày 14 tháng 12 năm 1941, trước nữa đêm, Galatea, do Đại tá Hải quân E.W.B. Sim, chỉ huy, đã trúng phải ngư lôi phóng từ tàu ngầm U-boat Đức U-557 và bị chìm ngoài khơi Alexandria, Ai Cập. Đại tá Sim, 22 sĩ quan khác và 447 thủy thủ đã tử trận. Khoảng 100 người sống sót đã được các tàu khu trục HMS Griffin và HMS Hotspur cứu vớt.
Chỉ trong 48 giờ sau, tàu ngầm U-557 lại bị đánh chìm do hỏa lực bắn nhầm của tàu phóng lôi Ý Orione.